# Ечеистов, Георгий Александрович
Георгий Александрович Ечеи́стов (27 июля [8 августа] 1897 или 8 августа 1897, Москва — 14 марта 1946, Москва) — советский художник, график, акварелист, живописец, театральный художник, мультипликатор. Представитель русского авангарда. Мастер ксилографии и книжный иллюстратор. Поэт-футурист начала 1920-х годов. Представитель московской школы ксилографов во главе с В. А. Фаворским. Член МОССХ с 1932 года.

## Биография
Родился 27 июля (8 августа) 1897 года в Москве в многодетной семье представителя известного вяземского купеческого рода Ечеистовых.
В 1911 году поступил в Императорское Строгановское Центральное художественно-промышленное училище на отделение резьбы по дереву. После революции 1917 г. был одним из наиболее активных участников преобразования училища в Первые государственные свободные художественные мастерские (1-е ГСХМ), где и продолжил обучение в период 1918—1920 годов в «мастерской без руководителя», живописной мастерской Б. Д. Григорьева (1920), графической мастерской В. Н. Масютина и В. Д. Фалилеева.
В 1921—1926 годах после образования ВХУТЕМАСа учился на отделении ксилографии графического факультета у В. А. Фаворского, Л. А. Бруни, П. В. Митурича, Н. Н. Купреянова. В 1926 году завершил обучение, не получая диплома.
В 1918 — начале 1920-х годов был увлечен течениями авангарда в поэзии и искусстве, в том числе конструктивизмом, футуризмом.
В период 1917 — начала 1920-х годов писал стихи, в 1921 году вступил в члены Всероссийского союза поэтов (ВСП), публиковался в первом сборнике союза (СОПО. М.,1921) в ряду футуристов вместе с С. Ф. Буданцевым.
В живописи и графике «работал в футуристической манере, используя в композициях предметные и беспредметные формы, цветовые и световые контрасты, причудливую игру надписями и шрифтами». Значительная часть авангардистских работ этого периода утрачена, среди сохранившихся — живописный портрет поэта И. А. Аксенова и «Конструктивистская композиция» (1919, Государственный музей искусств Республики Каракалпакстан имени И. В. Савицкого).
Являлся членом Объединения молодых художников (ОБМОХУ), о чём писал в автобиографической справке 1929 года.
С 1920 года работал в области книжной графики, используя преимущественно технику линогравюры. Под маркой творческого объединения МАСТАРТЧУВ («Артель Чувствующих и Мастерская Чувств»), организованного им совместно с Г. А. Щетининым, художником оформлены стихотворения И. А. Аксенова «Серенада» с футуристическим портретом поэта на обложке (М., 1920), «Ода Выборгскому району» (не издана); в 1922 году издательством «Озарь» (организованным Ечеистовым и поэтом В. А. Ковалевским) выпущены «Философия лирики» О. Шпенглера и «Цыганская венгерка» В. А. Ковалевского (иллюстрации к последней выполнила племянница художника М. В. Владимирова).
В 1922—1923 годах оформлял книги по заказам издательств «Первина», «Имажинисты», «Беспредметники», «Круг», создавая конструктивистские и графические шрифтовые обложки (Мариенгоф А. «Разочарование»; Хабиас Н. «Стихетты»; Грузинов И. «Серафические подвески»; Ройзман М. «Хевронское вино»; Нейштадт В. «Чужая лира» и другие).
Находился под влиянием творчества и личности В. В. Маяковского, с которым был лично знаком. Работал над оформлением произведений поэта «Необычайное приключение, бывшее с Владимиром Маяковским летом на даче», «Люблю» (МАФ. Серия поэтов. № 1. М: изд. ВХУТЕМАС, 1922); к 1918—1919 годам относятся макет и графические иллюстрации к первой части поэмы «Облако в штанах».
С 1923 года много работал в области книжной графики для детей, проиллюстрировав и оформив около 40 книг. Среди его работ — выполненная в конструктивистском ключе книжка «Шоколад» В. Ильиной (1923), «Братишки» А. Барто (более 10 переизданий), книги В. Бианки. В начале 1920-х годов создал серию иллюстраций «Геометрические человечки» для книги «Занимательная геометрия» (название условное; не издана).
В начале 1920-х годов художником создана серия гравированных экслибрисов, которые были отмечены искусствоведом А. А. Сидоровым как «безукоризненные», наряду с работами В. А. Фаворского и Н. Н. Купреянова.
В 1925 году женился на художнице Лидии Александровне Жолткевич, однокурснице по графическому факультету ВХУТЕМАСа.
В период конца 1920-х — 1940-х годов иллюстрировал и оформлял в технике ксилографии книги по заказам издательств Гослитиздат, Academia и др. К наиболее ярким образцам работ этого периода относятся «Салават Юлаев» С. Злобина (1929; совместно с А. Гончаровым); «Германия. Зимняя сказка» (1934) и «Атта Троль. Сон в летнюю ночь» (1936) Г. Гейне, «Греческие эпиграммы» (1935), «Трагедии» Эсхила (1937); «Дон Жуан» Д. Байрона (1945), «Басни» И. Крылова (1947). Особенностью творческого подхода художника к иллюстрированию литературных произведений стало использование заставок, концовок и других мелких элементов оформления как важных составляющих визуального ряда наряду с полосными иллюстрациями. Особо выделяется серия портретов великих художников для сборника «Мастера искусства об искусстве» (1933, 1934) — Гогена, Прюдона, Делакруа и других. При работе над портретом А. Матисса вступил с ним в переписку, получив одобрительный отзыв мэтра на направленные ему ксилографии .
В 1940 году участвовал в оформлении издания калмыцкого народного эпоса «Джангар», которое было иллюстрировано и оформлено В. А. Фаворским при участии группы художников; Г. А. Ечеистовым было выполнено несколько самостоятельных гравированных иллюстраций.
В 1930-х годах в рамках творческих командировок по направлениям Главискусства и Всекохудожника работал в Крыму, на Кавказе, каспийских нефтяных и рыбных промыслах, в Луганске, Донецке. По результатам поездок созданы циклы акварелей «Винзаводы Массандры», «Нефтяные промыслы. Баку», «На Луганском паровозостроительном заводе». В 1940—1941 годах в поездке в Калмыкию выполнены серия рисованных портретов и пейзажей, живописные полотна «Первомай в Калмыкии». В поездках вел графические дневники, в которых текст сопровождается многочисленными зарисовками и эскизами будущих работ.
В 1933 году в сотрудничестве с Н. Ходатаевым и Д. Черкесом создал рисованный мультфильм «Органчик» по мотивам произведений М. Салтыкова-Щедрина. В 1931 году оформил спектакли «Нырятин» по пьесе И. Штока в Театре-студии Юрия Завадского и «Бронзовый конь» Ф. Обера в Радиотеатре. Работал в различных областях прикладной графики, выполнял плакаты, в том числе с использованием фотоколлажей, эстампы, почтовые марки. Оформлял периодические издания, в том числе выпуски газеты «Известия». С 1938 г. иллюстрировал детский журнал «Мурзилка».
В 1939—1941 годах работал в области художественного стекла для Государственного экспериментального института стекла (ГЭИС).
Участвовал в экспозиции и в оформлении советских павильонов на Всемирных выставках в Париже (1937) и Нью-Йорке (1939). Награждён бронзовой медалью Всемирной выставки 1937 года в Париже за работы в области ксилографии. Автор эскизов для хрустальных медальонов с гравировкой и 11 двучастных цветных орнаментальных «витражей-ковров» в технике многослойного стекла с глубоким двусторонним травлением (в общей сложности 55 элементов) для установленного в павильоне СССР на Всемирной выставке 1939 года в Нью-Йорке хрустального фонтана «Республики СССР» (скульптор И. М. Чайков, инженер Ф. C. Энтелис). Работал над витражами для павильонов Всесоюзной сельскохозяйственной выставки (Москва, 1939).
В конце 1920-х — начале 1940-х годов создал ряд камерных живописных произведений.
В 1935—1937 годах вел педагогическую работу в области изобразительного искусства (Институт повышения квалификации художников-живописцев и оформителей, курсы при Доме архитектора).
В 1941 году был эвакуирован с семьей в г. Чебоксары Чувашской АССР, где работал над агитационными плакатами, серией акварелей на судоверфи в Мариинском Посаде. Выезжал в командировки в прифронтовые районы, по результатам поездок созданы графические серии «В брянских лесах», «Освобожденный Донбасс».
В 1945 году совместно с Л. А. Жолткевич выполнил эскиз и последующую роспись плафонов в жилом доме Генерального штаба Вооружённых сил СССР (Ермолаевский переулок, 9) (в составе бригады Мастерской монументальной живописи при Академии архитектуры под руководством В. А. Фаворского).
Скончался 14 марта 1946 года в Москве. Похоронен на Введенском кладбище.

## Семья
Жена — Жолткевич, Лидия Александровна (1901—1991), художница, дочь скульптора А. Ф. Жолткевича.
- Сын — Ечеистов, Александр Георгиевич (1926—2012), архитектор.

## Награды и премии
- 1933 — Диплом Международной выставки гравюры в Варшаве[7].
- 1937 — Бронзовая медаль Всемирной выставки в Париже[7].

## Основные выставки
Персональные выставки: 1947 — Москва, МССХ, ГИХЛ, зал заседаний Гослитиздата; 1964 — Москва, МОСХ РСФСР;  1998 — Москва, ГВЗ «Галерея на Солянке»; 2020 — Москва, Мемориальная квартира Андрея Белого (отдел Государственного музея А. С. Пушкина)
Участник более чем 90 выставок — международных выставок советской графики, организованных Всесоюзным обществом культурных связей с заграницей (ВОКС), национальных и региональных выставок графики и экслибрисов, в том числе:
- 1925 — Выставка декоративного искусства СССР (Париж)
- 1927 — Всесоюзная полиграфическая выставка (Москва)
- 1927 — Гравюра СССР за 10 лет (Москва)
- 1927 — Международная выставка «Искусство книги» (Лейпциг)
- 1928 — Современное книжное искусство на Международной выставке «Пресса» (Кельн)
- 1929 — Художественно-кустарная выставка СССР (США)
- 1931 — Международная выставка «Искусство книги» (Париж, Лион)
- 1933 — Художники РСФСР за 15 лет (Ленинград)
- 1933 — Международная выставка гравюры (Варшава)
- 1933 — Выставка советской графики, плаката, книжной иллюстрации (США)
- 1934 — Выставка советской графики (Лондон, Глазго)
- 1935 — Пятая Международная выставка литографий и гравюры на дереве (Чикаго)
- 1941 — Выставка лучших произведений московских художников (Москва)
- 1946 — Всесоюзная художественная выставка
- 1982 — Юбилейная выставка «50 лет МОСХ» (М., ЦВЗ)
- 1988 — Искусство и революция.
- 1992 — Московские художники. 20-30-е годы. Живопись. Графика. Скульптура (М., ЦДХ).
- 2009 — Полиграффак Втутемаса — Вхутеина. Учителя и ученики (М., ГТГ)
- 2017 — Сокровища Нукуса. Из собрания из Государственного музея искусств имени И. В. Савицкого (Узбекистан) (М., ГМИИ им. А. С. Пушкина)
- 2017 — Модернизм без манифеста. Часть 1. Собрание Романа Бабичева (М., Московский музей современного искусства на Петровке)
- 2019 — Ксилография из собрания Русского музея (СПб, ГРМ)
- 2020 — ВХУТЕМАС 100 (М., Музей Москвы)
- 2020 — Wood Engraving — Selected Works from Russia and Germany (Берлин. Wolf & Galentz Gallery).
- 2021 — За фасадом эпохи. Истории московских художников 1930-х — 1940-х годов (М., Музей архитектуры им. А. В. Щусева и Галеев-Галерея)
- 2024 — Москвичка. Женщины советской столицы 1920–1930-х (М., Музей Москвы)

### Музеи
Произведения Г. А. Ечеистова находятся в фондах Государственной Третьяковской галереи, ГМИИ им. А. С. Пушкина, Государственном Русском музее, Чувашском государственном художественном музее, Каракалпакском государственном музее искусств имени И. В. Савицкого в Нукусе, региональных музеев России, Музея современного искусства (MoMA) и Исследовательского института истории искусств Гетти (США), музеев стран Европы.
Искусствоведы и историки искусств, изучавшие его творчество: О. Бескин, В. Турова, Н. Адаскина, О. Ройтенберг, А. Кантор, Ю. Герчук, А. Сарабьянов, Г. Загянская, А. Чудецкая и другие.